# Colletotrichum lineola
Colletotrichum lineola är en svampart som beskrevs av Corda 1832. Colletotrichum lineola ingår i släktet Colletotrichum och familjen Glomerellaceae.   Inga underarter finns listade i Catalogue of Life.